# 하야미 히로시
하야미 히로시(일본어: 速水 滉, 1876년 12월 23일 ~ 1943년 6월 27일)는 일본의 심리학자이다. 오카야마현 출신. 도쿄제국대학 졸업. 야마구치 고등학교(지금의 야마구치 대학), 일본 제일고등학교 교수. 경성제국대학 교수 및 제8대 총장.
| 전임 야마다 사부로 | 제8대 경성제국대학 총장 1936년 1월 ~ 1940년 7월 | 후임 시노다 지사쿠 |